# IC 4159
IC 4159 ist eine Spiralgalaxie vom Hubble-Typ Sc? im Sternbild Coma Berenices am Nordsternhimmel, die schätzungsweise 923 Millionen Lichtjahre von der Milchstraße entfernt ist.
Das Objekt wurde am 27. Januar 1904 von Max Wolf entdeckt.